# Fonte del diritto
Con fonte del diritto la teoria generale del diritto indica ogni atto giuridico avente forza di legge o altro elemento in forza del quale vengano emanate, modificate o eliminate le norme giuridiche in un determinato ambito giuridico.
In questa voce, ci si riferirà in particolare alle fonti del diritto in Italia.

## Generalità

### Tipologia
Le fonti del diritto sono costituite dalle fonti di produzione e dalle fonti sulla produzione del diritto oggettivo e vanno tenute distinte dalle cosiddette fonti di cognizione, che sono i documenti attraverso cui si acquisisce la conoscenza delle fonti di produzione.
Per fonti di cognizione, s'intende dunque l'insieme dei documenti che forniscono la conoscibilità legale della norma e sono, quindi, i documenti che raccolgono i testi degli atti recanti disposizioni normative, come la Gazzetta Ufficiale. Il loro scopo è di integrare la conoscibilità degli atti, ma si tratta di pubblicazioni, non degli atti che recano le norme, e che con questi non vanno confusi.
- Per "fonti di produzione" s'intendono gli atti e i fatti idonei a produrre norme giuridiche (costituenti il diritto oggettivo o sistema normativo).
- Per "fonti sulla produzione" s'intendono le particolari fonti di produzione che individuano i soggetti cui è attribuita la potestà normativa e che fissano le particolari procedure di formazione degli atti normativi da essi prodotti.

Le fonti di produzione si distinguono a loro volta in fonti-atto (leggi, regolamenti, ecc.) e fonti-fatto (la consuetudine).
Le "fonti sulla produzione", invece, definiscono i soggetti e i procedimenti attraverso i quali le norme giuridiche si producono in un ordinamento. Esse sono volte dunque a organizzare il sistema delle fonti e si trovano per questo motivo in rapporto di strumentalità con le "fonti di produzione".
Per esempio: fonte sulla produzione dei decreti-legge è l'art. 77 della Costituzione, mentre i decreti-legge stessi sono fonte di produzione.
Normalmente, il concetto di fonte-atto coincide con quella di diritto scritto, mentre quella di fonte-fatto con il diritto non scritto (consuetudinario), rappresentato dalla categoria degli usi e consuetudini. In realtà, quella fra fonti-atto e diritto scritto non è un'identità, in quanto vi possono essere casi di fonti atto a cui non corrisponde il relativo diritto scritto (così per i principi inespressi o impliciti, ad esempio).
Per fonte-atto s'intendono atti giuridici volontari imputabili a soggetti determinati e implicano l'esercizio di un potere a esso attribuito (atti normativi), mentre le fonti-fatto, pur non essendo riconducibili ad azioni volontarie, sono accettati dall'ordinamento nella loro oggettività, fatto normativo (si tratta, in altri termini, di meri fatti giuridici).

### Il sistema delle fonti
Con l'espressione di sistema delle fonti si indicano, nelle loro connessioni reciproche, le regole destinate a organizzare le fonti del diritto, ossia le cosiddette norme sulla produzione, le quali non hanno valore autonomo, ma strumentale rispetto alle norme di produzione.
Le "fonti sulla produzione" o "norme di riconoscimento" disciplinano i procedimenti formativi delle fonti di produzione, indicando chi è competente ad adottarle e i modi della loro adozione. Anche le fonti sulla produzione producono norme giuridiche, e di particolare rilevanza, disciplinando competenze e procedimenti nella formazione del diritto e dell'ordinamento giuridico. Osserviamo che fondamentale, fra le fonti sulla produzione, è la Costituzione alla quale in via diretta o indiretta risale la validità di tutte le fonti produttive di diritto nel nostro ordinamento. L'ordinamento giuridico, infatti, risulta dall'operare congiunto di norme di produzione e di norme sulla produzione del diritto, aventi queste ultime la funzione di identificare le fonti dell'ordinamento, determinarne i criteri di vigenza e indicarne i criteri di interpretazione.
Le fonti del diritto, considerando le qualità del potere o della funzione che esprime l'atto, possono essere definite come processi ascendenti di integrazione politica nella sfera dell'ordinamento giuridico.
Nell'ordinamento italiano, esistono molteplici spazi in cui è possibile che si verifichino questi processi di integrazione, che possono essere espressione di democrazia rappresentativa (legge del Parlamento), diretta (referendum) o sociale (contrattazione collettiva), così come possono avvenire a livello nazionale (ancora, legge del Parlamento), regionale (legge regionale) o locale (regolamenti comunali o provinciali).
Sono eccezioni a questo schema generale i casi di prolungamento del processo di integrazione in altre fonti, e quindi in altri processi (decreti legislativi), nonché la possibilità che, a operare come fonti, siano atti espressione di processi politici particolari e non generali (decreti-legge).
Infine la forma delle fonti viene determinata dal tipo di funzione di cui sono espressione, ossia, in altri termini, dal potere giuridico che li produce, vigendo un principio di indipendenza della forma dal contenuto.
Ci sono comunque alcune eccezioni a questo principio, direttamente previste dalla Costituzione: così, alcune materie sono riservate alla legge, ossia a un atto determinato, la cosiddetta riserva di legge, prevedendosi anche, in alcune ipotesi, la predeterminazione stessa di alcuni contenuti che la legge deve avere, nel qual caso si parla di riserva di legge rinforzata.

### Fondamento del sistema delle fonti
Viene solitamente affermato, come elemento fondamentale, quello dell'eteronomia delle norme giuridiche, per il quale queste si impongono alla volontà dei soggetti cui sono rivolte, e non sono da questi ultimi poste in essere; ma, pena un regressus ad infinitum, si deve ammettere che la prima autorità non può fondare la sua legittimazione su di un'altra autorità costituita, dovendosi perciò riconoscere che l'eteronomia deriva dall'autonomia.
La prima autorità, da cui le altre derivano, viene indicata con il termine di "costituzione materiale". Essa consiste in un ordinamento vigente di per sé, indipendentemente da qualunque atto volontario, e che si fonda sull'insieme dei rapporti giuridici e sociali generati da un complesso di regole valevoli sulla base di relazioni di forza, siano esse materiali o spirituali (è il cosiddetto fatto normativo, che, pur dotato di diversa normatività rispetto all'atto normativo, va comunque tenuto distinto dal mero fatto politico).
La «costituzione legale», invece, è un atto normativo, una regola posta volontariamente, sulla base del principio della costituzione materiale, per cui, ad esempio, l'ordinamento italiano è un ordinamento a costituzione scritta.
Se non ha senso, al riguardo della costituzione materiale, parlare della sua legittimità, essendo alla costituzione materiale applicabile solo il diverso concetto di esistenza, la costituzione formale, invece, si dice legittima in quanto essa sia adeguata alla costituzione materiale, ossia, in condizioni normali, posto al vertice del sistema il principio di effettività, in quanto essa sia costituzione effettiva.
Per le fonti subcostituzionali, invece, viene impiegato il concetto di legalità (concetto su cui, tramite la Grundnorm, Kelsen, nella sua Dottrina pura del diritto, tenta di fondare l'intero ordinamento giuridico), che consiste nell'adeguatezza ai criteri posti per la produzione del diritto dalle norme sulle fonti.
Sul piano della validità, dunque, si può affermare che le fonti costituzionali (e le fonti extra ordinem) siano valide in quanto legittime, ossia dotate di effettività, e che le fonti subcostituzionali siano valide, in quanto legali, e perciò dotate di efficacia.

### Rapporti tra le fonti
La pluralità di fonti, e comunque l'inesauribilità della fonte singolarmente considerata, comporta la necessità che i rapporti tra le fonti siano regolati. I principi regolatori di questi rapporti sono:
- l'abrogabilità;
- l'irretroattività.

Il principio dell'abrogabilità delle fonti comporta che una norma prodotta da una fonte non può essere dichiarata sottratta all'abrogazione a opera delle future manifestazioni della stessa fonte, essendo impossibile per un potere attribuirsi un'efficacia che esso originariamente non possiede.
Al principio di abrogabilità fanno eccezione le norme poste da poteri normativi conclusi e non rinnovabili, ossia, per il nostro ordinamento, la forma repubblicana, derivante dal referendum istituzionale del 2 giugno 1946, e la Costituzione nel suo complesso, derivante dal potere costituente. A questo riguardo si deve però sottolineare come siano immodificabili, appunto per esaurimento della fonte, le determinazioni fondamentali ed essenziali, mentre il potere costituito di revisione costituzionale può modificare le regole applicative di queste determinazioni.
L'abrogazione può essere espressa, tacita o implicita e, in quanto «frammento di norma», i suoi effetti consistono nel circoscrivere nel tempo l'efficacia regolativa della norma abrogata dal momento dell'entrata in vigore della norma abrogatrice.
Per il principio di irretroattività, la norma non dispone che per l'avvenire (art. 11 delle preleggi). Questo principio, pur non essendo costituzionalizzato ed essendo quindi derogabile da parte del legislatore ordinario, costituisce comunque, ad avviso della Corte costituzionale, un principio generale dell'ordinamento, le cui deroghe sono quindi sottoposte a un sindacato di ragionevolezza.
La Costituzione rappresenta la fonte normativa più importante, tutte le altre fonti del diritto devono rispettare i principi in essa contenuti.
Per descrivere la Costituzione si utilizza una particolare espressione, ossia si dice che è "Legge delle Leggi", proprio per sottolineare che i suoi principi devono essere rispettati da tutte le altre leggi.

### La gerarchia delle fonti
I rapporti tra le fonti, considerati in base alla loro posizione sistematica, possono essere suddivisi in tre livelli:
- 1º livello: fonti costituzionali (costituzione, leggi costituzionali e di revisione costituzionale, regolamenti comunitari, direttive comunitarie);
- 2º livello: fonti legislative, dette anche fonti primarie (leggi, decreti-legge, decreti legislativi, referendum abrogativo);
- 3º livello: fonti regolamentari, dette anche fonti secondarie (Regolamenti del Governo, degli Enti Locali, consuetudini e usi).

Il rapporto di gerarchia, conseguenza dei principi dello Stato di diritto e della loro espansione, si sostanzia nella legalità che si ha in ipotesi di pluralità di processi di integrazione politica (si pensi, per l'ordinamento italiano, ai processi europeo, statale e regionale). Inoltre è di importanza rilevante l'adozione di un terzo criterio, qualora vi sia contraddizione tra fonti omogenee (pari grado gerarchico, uguale competenza): il criterio cronologico, secondo il quale la legge successiva abroga la legge precedente che risulti in contrasto.

### Fonti costituzionali
- Al primo livello della gerarchia delle fonti, si pongono la Costituzione, le leggi costituzionali e gli statuti regionali (delle regioni a statuto speciale). La Costituzione della Repubblica Italiana, entrata in vigore il 1º gennaio 1948, è composta da 139 articoli e 18 disposizioni transitorie e finali: essa detta i principi fondamentali dell'ordinamento (artt. 1-12); individua i diritti e i doveri fondamentali dei soggetti (artt. 13-54); detta la disciplina dell'organizzazione della Repubblica (artt. 55-139). La Costituzione italiana viene anche definita lunga e rigida: "lunga" perché non si limita "a disciplinare le regole generali dell'esercizio del potere pubblico e delle produzioni delle leggi", riguardando anche altre materie[2], "rigida" in quanto per modificare la Costituzione è richiesto un iter cosiddetto aggravato (vedi art. 138 Cost.). Esistono inoltre dei limiti alla revisione costituzionale.

### Fonti primarie
- Ai sensi dell'art. 10 della Costituzione, le Norme derivanti da trattati internazionali, cui seguono Direttive e regolamenti comunitari.[3] I trattati internazionali, con speciale riferimento ai trattati antiterrorismo e al Trattato del Nord Atlantico (NATO), e le fonti del diritto dell'Unione europea dotati di efficacia vincolante, nella specie di regolamenti o di direttive. I primi hanno efficacia immediata, le seconde devono essere attuate da ogni Paese facente parte dell'Unione europea in un determinato arco di tempo. A queste, si sono aggiunte poi le sentenze della Corte di Giustizia Europea "dichiarative" del Diritto Comunitario (Corte Cost. Sent. n. 170/1984).
- Fonti primarie sono poi le leggi ordinarie, gli statuti regionali (delle regioni a statuto ordinario), le leggi regionali e quelle delle province autonome di Trento e Bolzano. Le leggi ordinarie sono deliberate dal Parlamento, secondo la procedura di cui gli artt. 70 ss. Cost., per poi essere promulgate dal Presidente della Repubblica.
- Regolamenti parlamentari
- Ultime fonti primarie sono gli atti aventi forza di legge (nell'ordine decreti-legge e decreti legislativi).

### Fonti secondarie
Una fonte del diritto può essere una fonte secondaria, poiché è un insieme di elementi, scritti o non scritti, che giustificano il diritto applicato in un determinato contesto.
In alcuni paesi, fra i quali gli Stati Uniti e il Regno Unito, le fonti secondarie sono spesso usate nel common law per permettere ai giudici di determinare cosa vuole significare attualmente il linguaggio di un particolare statuto.
- Al di sotto delle fonti primarie, si collocano i regolamenti governativi, seguono i regolamenti ministeriali, amministrativi e prefettizi e di altri enti pubblici territoriali (regionali, provinciali e comunali).
- Vi è poi la giurisprudenza, in particolare le sentenze di giurisdizioni superiori.

Nell'ordinamento italiano, gli atti amministrativi non sono qualificabili come fonti del diritto, bensì sono illegittimi in tutti i casi di violazione della legge. Le fonti del diritto sono necessariamente pubblicate e quindi se ne presume la generale conoscenza da parte dei destinatari o dei soggetti comunque interessati, devono essere applicate dalle autorità giurisdizionali, senza che le parti interessate ne debbano chiedere l'applicazione; sono inderogabili dagli organi amministrativi, con la sanzione dell'illegittimità dell'atto amministrativo per violazione di legge.

### Fonti terziarie
All'ultimo livello della scala gerarchica, si pongono gli usi e le consuetudini. Questa è prodotta dalla ripetizione costante nel tempo di una determinata condotta, sono ammesse ovviamente solo consuetudini secundum legem e praeter legem non dunque quelle contra legem; un cenno a parte meritano le consuetudini costituzionali, che talvolta regolano i rapporti tra gli organi supremi dello stato poiché consistono in comportamenti ripetuti nel tempo per ovviare a determinate norme costituzionali lacunose.

## Criteri

### Gerarchico
- la norma di grado superiore modifica o annulla quella di grado inferiore;
- la norma di grado inferiore non può modificare o abrogare quella di grado superiore.

### Specialità delle fonti
- criterio di competenza: invalidità e annullamento della norma incompetente.

### Cronologico
- due norme di pari grado possono modificarsi in base al criterio cronologico;
- la norma più recente modifica o abroga quella precedente di pari grado[4].

### La Costituzione italiana
La Costituzione è la fonte fondamentale dello Stato (Fons Fontium). Essa è un atto prodotto dal potere costituente, ossia dal potere politico assoluto, sovrano e concentrato, il quale, per esigenze non logiche, ma di politica costituzionale, viene definito come straordinario e irripetibile, consumandosi in un solo atto di esercizio.
All'interno del testo costituzionale si può distinguere un «contenuto costituzionale essenziale», in cui consiste il prodotto tipico e, in quanto tale, irripetibile del potere costituente (ciò che, operando una distinzione in relazione alla qualità normativa, la giurisprudenza della Corte costituzionale chiama «principi supremi della Costituzione»), e una «costituzione strumentale», la quale è modificabile dal potere costituito di revisione.
Si può operare, poi, un'ulteriore distinzione tra le norme costituzionali, potendo queste essere:
- a efficacia diretta (ossia immediatamente vincolanti per tutti i soggetti dell'ordinamento);
- a efficacia indiretta, che possono ulteriormente suddividersi in:
  - norme a efficacia differita;
  - norme di principio;
  - norme programmatiche.

Le norme di principio e le norme programmatiche, in particolare, costituiscono una base definita dalla Costituzione e perciò sottratta al dibattito politico, rappresentando un vincolo, oltre che di fine, anche negativo per il legislatore, e incarnando nella loro struttura le modalità di esplicazione del costituzionalismo in una società pluralistica.

### Leggi di revisione costituzionale e leggi costituzionali
Sono fonti previste dall'art. 138 della Costituzione, il quale prefigura un procedimento "aggravato" rispetto a quello legislativo ordinario: è infatti necessaria, da parte delle due camere, una doppia deliberazione, l'una dall'altra a distanza non inferiore di tre mesi, richiedendosi per la seconda deliberazione la maggioranza assoluta dei membri del collegio (e non la maggioranza dei votanti), con la possibilità, ove non si raggiunga la superiore maggioranza dei due terzi, che il perfezionamento dell'atto sia subordinato all'esito di un referendum confermativo (entro tre mesi dalla pubblicazione della disposizione) a tutela delle minoranze.
Questo particolare procedimento configura un potere costituito, continuativo e inesauribile, anche se eccezionale. Con il medesimo procedimento, vengono adottati gli Statuti delle Regioni ad autonomia speciale, i quali però consistono non in leggi di revisione, bensì in leggi di attuazione della Costituzione.

### Fonti internazionali
Il diritto internazionale e quello interno convivono su piani paralleli, essendo espressione di distinti processi di integrazione politica. Perciò, affinché le norme internazionali entrino a far parte dell'ordinamento interno, si deve verificare ciò che si indica con il termine di "adattamento", che può essere automatico o speciale.
L'adattamento automatico o generale è previsto dall'art. 10 della Costituzione, laddove dispone che «l'ordinamento giuridico italiano si conforma alle norme del diritto internazionale generalmente riconosciute» (cioè le consuetudini internazionali).
L'adattamento speciale, invece, impiegato per il diritto internazionale pattizio, può consistere:
- nel semplice «ordine di esecuzione», che opera direttamente solo in relazione a trattati contenenti norme self-executing;
- nell'adattamento speciale ordinario, ossia in atti normativi interni necessari per dare esecuzione a norme internazionali che non siano self-executing.

In seguito all'adattamento, le norme internazionali assumono, nell'ordinamento giuridico interno, la stessa posizione gerarchica delle fonti che lo operano.
Una particolare posizione presenta, nel quadro del diritto internazionale, il diritto dell'Unione europea, in quanto i Trattati e le fonti che ne derivano godono di una particolare copertura costituzionale (art. 11: «l'Italia [...] consente, in condizioni di parità con gli altri Stati, alle limitazioni di sovranità necessarie ad un ordinamento che assicuri la pace e la giustizia fra le Nazioni»), in virtù della quale presentano una particolare forza attiva, paragonabile a quella delle norme costituzionali, consistendo in una limitazione definitiva dei diritti sovrani dello Stato, e una resistenza passiva rinforzata, prevalendo, in virtù della ripartizione di competenza operata dai Trattati, le norme comunitarie su quelle interne anche successive (principio della primauté). Sono dette per questo motivo norme interposte in quanto si frappongono tra la Costituzione e le altre fonti primarie. La giurisprudenza della Corte Costituzionale ha avallato la prassi per cui il diritto dell'Unione europea può derogare anche leggi Costituzionali purché non siano norme fondamentali e immodificabili come per esempio diritti fondamentali, revisione costituzionale e democraticità dell'ordinamento italiano.
Per somiglianza di procedura, possono essere ricomprese in questa categoria anche le fonti previste dagli articoli 7 e 8 della Costituzione, ossia i Patti Lateranensi e le intese che disciplinano i rapporti tra lo Stato e, rispettivamente, la Chiesa cattolica e le altre confessioni religiose (dovendosi comunque sottolineare la particolare efficacia dei Patti Lateranensi, i quali soltanto possono derogare, salvo il limite dei principi supremi dell'ordinamento, le norme costituzionali).

### La legge e gli altri atti aventi forza e valore di legge
La forza e il valore di legge sono deducibili in base a tre profili: quello gerarchico, quello di competenza e quello del regime giuridico (quest'ultimo avendo più attenzione politica).
La legge ordinaria, rappresenta l'atto normale o ordinario in cui si esprime il processo di integrazione politica, l'atto ordinario del sovrano, che agisce nei modi costituiti, in contrapposizione alla Costituzione, che è invece l'atto straordinario del sovrano che agisce nei modi costituenti.
In particolare, secondo l'articolo 71 della Costituzione:
L'iniziativa delle leggi appartiene al Governo, a ciascun membro delle Camere ed agli organi ed enti ai quali sia conferita da legge costituzionale.
Il popolo esercita l'iniziativa delle leggi, mediante la proposta, da parte di almeno cinquantamila elettori, di un progetto redatto in articoli.
Nello Stato sociale di diritto, si assiste a una moltiplicazione delle funzioni esplicate dalla legge. Perciò, accanto a leggi consistenti in norme generali e astratte, vi sono leggi-provvedimento, leggi-contratto, leggi-incentivo, leggi di programmazione, leggi di principio e leggi-quadro, leggi procedimentali, leggi di finanza.
Inoltre, secondo l'articolo 70 della Costituzione:
La funzione legislativa è esercitata collettivamente dalle due Camere.
Tuttavia, pur spettando al Parlamento (il quale non ha su di essa diritto di disposizione), la funzione legislativa può anche essere esercitata dal Governo. Può infatti essere delegata, in base all'art. 76, determinando così la posizione in essere di una legge (decreti legislativi) da parte del Governo, avendo il Parlamento indicato oggetto, limiti temporali e ambito di competenza in una precedente legge delega. Inoltre può direttamente essere esercitata dal Governo, in casi straordinari di necessità e di urgenza (art. 77 Cost.), chiedendosi però, a pena di inefficacia ex tunc dell'atto, la conversione in legge entro sessanta giorni (decreti-legge).
Ulteriore fonte avente forza e valore di legge, pur con i rilevanti limiti derivanti dal testo costituzionale e dalla giurisprudenza della Corte costituzionale, è il referendum abrogativo previsto dall'articolo 75 della Costituzione.

### Regolamenti di organizzazione degli organi costituzionali
I regolamenti di organizzazione degli organi costituzionali derivano dall'autonomia organizzativa degli stessi, godendo quindi di un fondamento sia logico sia, nel testo della Costituzione, giuridico.
A lungo definiti come diritto particolare e non oggettivo, più correttamente si devono ritenere fonti di rango primario cui è riservata, in virtù del principio di competenza, la disciplina di determinati settori.
Tra di essi, assumono particolare rilevanza i regolamenti della Corte costituzionale e i regolamenti parlamentari, sui quali ultimi la Corte costituzionale si è dichiarata incompetente a giudicare posto il principio dell'insindacabilità degli interna corporis.

### Regolamenti del potere esecutivo
I regolamenti dell'esecutivo sono tradizionalmente distinti tra regolamenti del Governo da un lato e regolamenti ministeriali dall'altro. I primi, contemplati nell'art. 1 delle preleggi, sono analiticamente disciplinati dalla legge n. 400 del 1988 e, nell'ambito della gerarchia delle fonti, rivestono rango secondario. Essi sono di sei tipi:
1. regolamenti di esecuzione; vengono adottati per dare più agevole applicazione alle leggi, agli atti aventi valore di legge e ai regolamenti comunitari.
2. regolamenti di attuazione e integrazione; sono emanati nei casi in cui norme di rango primario pongano una disciplina di principio che, per produrre i suoi effetti, abbisogni di una disciplina di dettaglio.
3. regolamenti indipendenti, che regolano, appunto, settori non disciplinati dalla legge e su cui non gravi una riserva di legge assoluta (sulla cui legittimità costituzionale autorevole dottrina ha avanzato seri dubbi);
4. regolamenti organizzativi, che di norma regolano il funzionamento delle pubbliche amministrazioni;
5. regolamenti delegati o di delegificazione.

I regolamenti del Governo sono sempre approvati mediante decreto del Presidente della Repubblica.
I regolamenti ministeriali e interministeriali sono invece considerate fonti di terzo grado poiché sono sottoposti non soltanto alla Costituzione e alle leggi ma anche agli altri regolamenti governativi, adottati dal Governo nella sua collegialità. Tali regolamenti sono approvati con decreto ministeriale (atto che, peraltro, non necessariamente presenta natura regolamentare, potendosi altresì qualificare come mero atto amministrativo).
Essi sono fonti-atti di rango secondario, che, oltre che alla Costituzione, devono essere conformi, a pena di illegalità, anche alla legge (principio di legalità). In particolare, in caso di non conformità di un regolamento alle fonti di rango superiore si ravvisano in giurisprudenza e dottrina due casi:
- il regolamento è conforme alla legge, la quale però è incostituzionale. In tal caso, il vizio di illegittimità si ripercuote dalla legge al regolamento e porta alla dichiarazione di illegittimità di esso;
- il regolamento è difforme dalla legge. In tal caso, gli organi di giustizia amministrativa possono annullare il regolamento per vizio di questo, senza nulla deliberare in merito all'atto legislativo da cui il regolamento trae efficacia.

### La legge regionale
L'art. 117 della Costituzione, così come modificato dalla riforma del titolo V della costituzione (legge n. 3/2001) individua tre tipi di competenza legislativa:
1. la competenza esclusiva dello Stato [comma 2];
2. la competenza ripartita tra Stato e Regioni (entrambe, nelle materie espressamente indicate) [comma 3];
3. la competenza esclusiva delle Regioni, in tutte le materie non enumerate (principio di residualità) [comma 4].

Le leggi regionali sono completamente equiparate alle leggi statali o ordinarie, per tale motivo si collocano insieme con esse tra le fonti primarie subcostituzionali.
Una particolare posizione assume, poi, lo Statuto regionale, adottato con un procedimento aggravato (doppia deliberazione e referendum eventuale), e unico atto legislativo regionale ancora impugnabile in via preventiva (entro trenta giorni) da parte dello Stato.

### Contratti collettivi
I contratti collettivi di lavoro, in base alla previsione dell'art. 39 della Costituzione, avrebbero dovuto costituire una fonte del diritto "ibrida", presentando, per la loro formazione, il corpo del contratto e, per la loro efficacia erga omnes, l'anima della legge. Ma l'articolo 39, che è norma autorizzativa e non obbligante, a oggi non è ancora stato attuato.
Ai contratti collettivi viene perciò riconosciuta, in via generale, nel nostro ordinamento, soltanto un'efficacia inter partes, derogata soltanto laddove, in via transitoria, siano stati recepiti in D.P.R., oppure vengano utilizzati dal giudice per determinare un minimo normativo ex articolo 36 della Costituzione.
Sebbene siano fonti del diritto non ancora operanti, qualora siano stipulati da sindacati registrati (cosiddetti contratti collettivi di diritto pubblico), acquistano, a norma dell'art. 39 della Costituzione, efficacia obbligatoria per tutti gli appartenenti alle categorie alle quali il contratto si riferisce.

### Fontiextra ordinem
Le fonti extra ordinem, consistenti in fatti e non atti normativi, sono fondate direttamente sulla costituzione materiale; perciò, si applica a esse il criterio di legittimità e non quello di legalità.
Tra queste vanno ricordate:
- le regole convenzionali, ossia le conseguenze generali involontarie e necessarie di atti particolari volontari (tra queste, si annovera l'evoluzione neocorporativa del sistema di governo operata mediante la cosiddetta concertazione);
- le consuetudini, ossia le regole convenzionali stabilizzate, oggettivizzate, dispiegate nel tempo e nella coscienza giuridica (presentando i caratteri della diuturnitas e dell'opinio iuris ac necessitatis);
- le regole di correttezza costituzionale, ossia la moralità pubblica, la cui violazione non comporta conseguenze (in caso contrario, si tratterebbe di convenzioni).

Per ciò che concerne i rapporti tra fonti formali e fonti materiali, sebbene essi siano solitamente descritti in termini di esclusione reciproca, si deve più correttamente affermare che esse siano su un piano di reciproca integrazione.

### Fonti atipiche
La fonte atipica è ogni fonte a competenza specializzata, che presenta variazioni in negativo o positivo in relazione alla propria forza attiva o passiva, approvata con procedimento che presenta varianti esterne o interne.
Tra le fonti atipiche si inquadrano le sentenze della Corte costituzionale e i referendum. Entrambi sono previsti dalla Costituzione, e hanno in comune l'effetto giuridico di eliminare norme vigenti dall'ordinamento (come fanno di regola le leggi abrogatrici) ma sono privi di tutti gli altri caratteri generali della norma giuridica, per cui non sarebbero "fonti" in senso tecnico.
Data la pluralità di fonti e la conseguente pluralità di norme, sottoposte a regimi diversi, deve necessariamente ammettersi una pluralità di tipi normativi con «forza formale differenziata», cioè con diversa forza attiva (capacità di abrogare norme anteriori) e diversa forza passiva (resistenza alle norme prodotte da fonti sopravvenute).
Le fonti atipiche possono riconoscersi dalle cosiddette varianti procedimentali (esempio leggi rinforzate), dalla riserva di competenza (esempio Statuti regionali, dove si riscontra una limitazione interna della sovranità dello Stato) e infine dall'"ibridazione di tipi diversi" (esempio fonti comunitarie e leggi di esecuzione dei Patti Lateranensi).
Sono fonti atipiche perché approvate con procedimento rafforzato le leggi di amnistia (che estinguono un reato) e di indulto (che estingue o riduce una pena), che devono ottenere la maggioranza dei due terzi in entrambe le Camere.
È una fonte atipica la legge di Bilancio (prevista dall'art. 81 Cost.) che non può essere interamente abrogata ma solo modificata mediante manovre correttive adottabili solo in determinati periodi dell'anno.
È altresì atipica la legge di autorizzazione alla ratifica di trattati internazionali, meramente formale perché adottabile solo mediante procedimento ordinario e non innovativa dell'ordinamento giuridico: riguarda solo i rapporti fra organi costituzionali, autorizzando il Presidente della Repubblica a ratificare.
Sono atipiche inoltre tutte le materie previste dall'art. 75, comma 2 della Costituzione (materia costituzionale, leggi di bilancio e tributarie, autorizzazioni alla ratifica di trattati internazionali, leggi di amnistia e indulto) perché non abrogabili mediante una fonte primaria qual è il referendum abrogativo.

### L'interpretazione
Con il termine interpretazione si indica l'attività, eminentemente pratica, consistente nel trovare nell'ordinamento la regola adeguata al fatto da regolare, di passare cioè dalla disposizione (ordinamento in potenza) alla norma (ordinamento in atto).
Questa attività è disciplinata dagli articoli 12-14 delle disposizioni preliminari al Codice civile (così dette preleggi), le quali hanno una duplice valenza: nei momenti statici, infatti, agiscono come un limite nei confronti dell'attività interpretativa, per trasformarsi in strumenti che la ampliano in momenti di dinamismo sociale. Tuttavia, si ritiene in parte della dottrina che le preleggi non abbiano una reale efficacia positiva nell'ordinamento in quanto si limitano a recepire e fissare in disposizioni quelle attività che sarebbero comunque compiute dagli operatori del diritto nell'interpretare le disposizioni di legge.
Esistono, innanzi tutto, regole sull'interpretazione poste al di fuori del diritto positivo, che valgono per tutti, ivi compreso il legislatore (nell'applicare la legge non si può ad essa attribuire altro senso che quello fatto palese dal significato proprio delle parole secondo la connessione di esse), ossia le regole di interpretazione proprie dell'istituzione linguistica in cui è scritto il testo da interpretare.
A esse si affiancano le seguenti tecniche, adottate di fronte a una lacuna normativa:
- l'intenzione del legislatore (la cosiddetta ratio, che può essere soggettiva, ossia l'intenzione del legislatore storico, ovvero oggettiva, ossia l'intenzione del legislatore storicizzato);
- l'interpretazione sistematica, con una norma singola inserita in un sistema normativo unitario, nel quale il significato di essa può arricchirsi (e si avrà un'interpretazione estensiva) oppure restringersi (e si avrà un'interpretazione restrittiva);
- l'interpretazione analogica, che può adottarsi qualora un interprete non trovi nel sistema una norma adatta al caso pratico, e quindi dovrà trovarne una mediante un processo analogico: o tra norme che regolano casi simili, o che regolano materie analoghe (quest'ultima, tuttavia, è tassativamente esclusa dal novero delle opzioni per l'interprete del diritto penale);
- la costruzione di principi.

In conclusione le analogie possono essere di tipo: analogia legis (fatti simili ad altri fatti) o analogia iuris (quando non c'è analogia, quindi l'interprete ricava una norma dal legislatore).

## Nel diritto canonico
Nel diritto canonico della Chiesa cattolica si distinguono le seguenti fonti del diritto
- primo millennio: scritti evangelici e testi patristici; canoni dei concili; lettere decretali dei Papi in risposta ai vescovi;
- secondo millennio: concordantia discordantium canonum o Decretum Gratiani (1140); decretali di Gregorio IX o Liber Extra (1234); Liber Sextus (1298); decretali clementine (1397); extravagantes di Giovanni XXII; extravagantes communi;
  - Concilio di Trento: Corpus iuris canonici (1582) e nascita della Curia romana;

Nel periodo moderno al Corpus si aggiungono le disposizioni della Curia e gli atti dei Papi (bollari). Il razionalismo giuridico porta alla nascita dei primi codici di leggi. Nel 1917 viene approvato il Codice Piano Benedettino e, nel 1983, il Codice di diritto canonico riformato.

## Riferimenti normativi
- Costituzione della Repubblica Italiana
- Codice Civile
- Codice Penale